# Pycnocoma thonneri
Pycnocoma thonneri är en törelväxtart som beskrevs av Ferdinand Albin Pax, De Wild. och Théophile Alexis Durand. Pycnocoma thonneri ingår i släktet Pycnocoma och familjen törelväxter. Inga underarter finns listade i Catalogue of Life.